# Teoria de l'acció comunicativa
La Teoria de l'acció comunicativa es una teoria desenvolupada per Jürgen Habermas, sociòleg i filòsof alemany contemporani, referenciat en ciències socials, en la seva obra Teoria de l'Acció Comunicativa. Des d'aquesta teoria s'explica com el diàleg té un paper decisiu en l'organització social. Aquesta obra inclou moltes propostes per basar el funcionament intern de les organitzacions humanes en el diàleg i el consens.

## Conceptes bàsics de l'Acció Comunicativa

### Racionalitat instrumental i comunicativa
Segons Habermas, la racionalitat té menys a veure amb el coneixement i la seva adquisició que amb l'ús que fan d'ell els subjectes capaços de llenguatge i acció. Per tant, no és una realitat objectiva imposada, sinó que els subjectes són qui la creen i l'utilitzen, és a dir tenint una indepèndencia d'acció.
La racionalitat instrumental  és l'ús instrumental del saber, és a dir, tenim uns fins i per tal d'aconseguir-los utilitzem la nostra racionalitat per triar quina és la millor manera d'aconseguir aquells fins.
La racionalitat comunicativa és el saber com a enteniment, que prové del món objectiu com de la intersubjectivitat. S'inclou la veu de tota la comunitat per decidir, possibilitat de diàleg amb qualsevol persona. Parteix de la capacitat universal de llenguatge i acció, atès que tothom té aquesta capacitat per arribar a acords.
Es tracta d'una racionalitat que permet coordinar i reproduir processos socials i quotidians a tots els nivells (socialització, integració social o legitimació).
Hi ha dues maneres de sortir de la crítica de la colonització instrumental:
1. Anul·lar la racionalitat, fet que comporta atemptar en contra de la democràcia i la ciència social, atès que estan construïdes en aquest fonament.
2. Proporcionar la lògica originària de la modernitat com enteniment: dur a terme una democràcia i consensuar en tots els àmbits

### Teoria de l'argumentació
Les consideracions que ens permeten arribar a un consens racional, han de ser estudiades, atès que la racionalitat comunicativa és enteniment. Aquest fet comporta als conceptes d'argument i argumentació:
Els arguments es componen de conclusions, les quals poden conduir tant de pretensions de validesa com motius que comporten dubtes sobre aquestes conclusions.
En l'argumentació es desenvolupen les pretensions de validesa que són dubtoses, per tant és el moment en què els subjectes donen els seus arguments.

### Pretensions de validesa i pretensions de poder
Darrere d'una acció hi ha una pretensió, en síntesi, el llibre de Teoría sociológica contemporánea, destaca Habermas distingeix entre dos tipus de pretensions on els arguments dels altres puguin arribar a rectificar la seva opinió:
- Pretensions de poder: la voluntat d'imposar una acció per la força (física o simbòlica) -arguments per la força-.
- Pretensions de validesa: la voluntat d'arribar a un acord a través de la força dels arguments (diàleg) -força dels arguments-.

Habermas classifica, segons la seva forma d'argumentació, les pretensions de validesa en cinc tipus:
| Pretensions de validesa                         | Formes d'argumentació |
| ----------------------------------------------- | --------------------- |
| Pretensions de veritat (cognitiu-instrumentals) | Discurs teòric        |
| Pretensions de rectitud (practico-morals)       | Discurs pràctic       |
| Adequació d'estàndards de valor (avaluatives)   | Crítica estètica      |
| Sinceritat de les expressions (expressives)     | Crítica terapèutica   |
| Intel·ligibilitat dels productes simbòlics      | Discurs explicatiu    |

Dins l'obra de Habermas trobem tres conceptes clau: veritat, rectitud i estàndards de valor:
Per a les dues primeres, Habermas presenta formes d'argumentar-les; per a la tercera, presenta una crítica. La diferència entre discurs i crítica és que, al discurs es presenten explicacions amb la voluntat de convèncer a un auditori universal. Dins de l'àmbit de la ciència i la moral, s'ha d'arribar a un acord sobre aspectes vertaders i falsos i altres que són bones o dolentes. En l'àmbit de la ciència no s'ha d'arribar a cap acord sobre l'estàndard de valor.
Dins el llibre “Facticitat i validesa”, Habermas anomena “poder comunicatiu” a la necessitat d'aturar per la força als que vulneren els acords democràtics.

### Comprensió mítica i comprensió moderna del món
És important saber, que per a Habermas qualsevol cultura que no té suficients sabers, accedeix a la màgia o comprensions mítiques per a refugiar-s'hi.
En el moment que parla de la modernitat, pensa que s'ha alterat la racionalitat, enfocant-la en els efectes cognitius-instrumentals. La correcta racionalitat és aquella que s'aconsegueixen a partir de la interacció de totes les cultures. Com a resultat, les pretensions de veritat han de buscar una acceptació universal, sent capaces de ser modificades o rectificades en desenvolupar-se a mesura que s'incorporen altres cultures.
Un punt molt important és la verificació d'aquesta racionalitat, per a dur a terme la comprovació, s'ha d'accedir a diferents llocs del món per a corroborar si aquell concepte, sigui música, dansa és acceptat. Així i tot s'ha de vigilar, ja que pot ser que en algun cas no és acceptat, per tant ja no es compliria el requisit de racionalitat universal.

### Quatre tipus d'accions: teleològica, regulada per normes, dramatúrgica i comunicativa
Habermas distingeix quatre tipus d'acció social per entendre la racionalitat del món:
- Acció Teleològica: Un actor escull els millors medis per aconseguir el fi. La clau és, la possibilitat d'escollir entre diferents maneres d'accions en un món que se’ns presenta com a objectiu. L'Acció Estratègica és una modalitat de la teleologia, on un actor té en compte diferents factors, fins i tot el de les altres persones. L'actor intenta maximitzar la seva utilitat fent un càlcul racional tenint en compte les expectatives d'èxit i les decisions dels altres actors que també actuen estratègicament.
- Acció Regulada per Normes: Els membres d'un grup decideixen el qual duran a terme a partir d'unes normes comunes establertes o valors compartits. El concepte clau és l'observació de la norma en un món social.
- Acció dramatúrgica: Les persones participants actuen en una interacció on unes formen part del “públic” de les altres. El concepte clau és la de “representar” una autoescenificació a la gent en un món subjectiu, tenint en compte el coneixement i consentiment del públic.
- Acció Comunicativa: Interacció entre subjectes de llenguatge i acció. El concepte clau és la interpretació entesa com a coordinació d'una negociació de definicions capaces de consens. Els protagonistes de l'acció comunicativa busquen la forma d'arribar a un acord per tal de dur a terme plans d'acció.

### Concepcions del llenguatge
Les concepcions del llenguatge en els quatre tipus d'accions són els següents:
- En l'acció teleològica, el llenguatge és un medi més.
- En l'acció normativa, el llenguatge és transmissor de valors i porta al consens. S'estableixen relacions interpersonals.
- En l'acció dramatúrgica, el llenguatge és un mitjà en el qual es dona lloc a l'escenificació. S'expressen vivències.
- En el model comunicatiu d'acció es proposa el llenguatge com un mètode d'enteniment.

### Comprensió en les ciències socials
Pel que fa a les accions teològica, normativa i dramatúrgica, és possible fer una valoració objectiva; les seves categories avalen un desnivell entre el pla d'interpretació de l'acció i el d'acció interpretada.
Al contrari, en l'acció comunicativa, la interacció depèn, des del principi, de que els participants puguin posar-se d'acord en un judici intersubjectivament vàlid de les seves experiències amb el món. Els subjectes que actuen comunicativament són capaços de criticar-se a ells mateixos. Les mateixes estructures que faciliten l'enteniment també donen lloc a què hi hagi un autocontrol reflexiu del procés de comprensió.

### Altres referències
Les teories globals són les que aconsegueixen una major influència en les ciències socials. Aquestes teories busquen explicar i fomentar una dinàmica de recerca i progressiva adquisició del diàleg social. Així doncs, és lògic que la Teoria de l'Acció Comunicativa sigui la principal referència que hi hagi en sociologia, i que aporti una gran quantitat dels seus elements a la resta de teories sociològiques contemporànies.